# Mistrzostwa Świata w Podnoszeniu Ciężarów 1920
20. Mistrzostwa Świata w Podnoszeniu Ciężarów, które odbyły się w Wiedniu w dniach 4 - 8 września 1920. W tabeli medalowej tryumfowali Niemcy. Udział wzięło 74 zawodników.  

## Rezultaty
| Kategoria: | Złoto:            | Srebro:           | Brąz:                |
| −60 kg     | Eugen Wiedmann    | Andreas Jaquemont | Gustav Kubu          |
| −67,5 kg   | Philipp List      | Josef Zimmermann  | Karl Palkowitz       |
| −75 kg     | Karl Stritesky    | Ulrich Blaser     | Josef Kammerer       |
| −82,5 kg   | Josef Straßberger | Franz Zuba        | Leopold Hennermüller |
| +82,5 kg   | Karl Mörke        | Franz Aigner      | Heinrich Alscher     |

## Tabela medalowa
| Poz. | Państwo              |   |   |   | Łącznie |
| ---- | -------------------- | - | - | - | ------- |
| 1    | Rzesza Niemiecka     | 4 | 2 | 0 | 6       |
| 2    | Republika Austriacka | 1 | 2 | 5 | 8       |
| 3    | Szwajcaria           | 0 | 1 | 0 | 1       |
|      | Łącznie              | 5 | 5 | 5 | 15      |